# Austin Seferian-Jenkins
Pour les articles homonymes, voir Jenkins.
(en) Statistiques sur pro-football-reference
Austin Seferian-Jenkins, né le 29 septembre 1992 à Fox Island, est un joueur américain de football américain.
Depuis 2018, ce tight end joue en National Football League (NFL) pour les Jaguars de Jacksonville. Il a précédemment évolué chez les Buccaneers de Tampa Bay (2014-2016) et les Jets de New York (2016-2017).